# Microterys calyptici
Microterys calyptici är en stekelart som först beskrevs av Costa 1839.  Microterys calyptici ingår i släktet Microterys och familjen sköldlussteklar. Inga underarter finns listade i Catalogue of Life.